# 湊東区
湊東区（そうとうく）は、かつて兵庫県神戸市に存在した区。現在の中央区と兵庫区のそれぞれ一部にあたる。

## 地理
区名の由来は湊川の東に位置することから。宇治川より西側、旧湊川より東側の範囲で、おおむね以下の町丁を区域としていた。
- 中央区：楠町・橘通・多聞通・中町通・古湊通・相生町・東川崎町
- 兵庫区：新開地・福原町・西多聞通・西橘通・西上橘通・荒田町

## 歴史
- 1896年（明治29年） - 「冠称として用いられる町名の一部」として「湊東区」を設定。
- 1931年（昭和6年）9月1日 - 神戸市の行政区として湊東区を設置。
- 1945年（昭和20年）5月1日 - 湊東区東部と神戸区を生田区に改編、湊東区西部を兵庫区に編入し、湊東区廃止。
- 1980年（昭和55年）12月1日 - 葺合区と生田区を中央区に改編。